# Kojmyrtjärnen (Tåsjö socken, Ångermanland)
Kojmyrtjärnen är en sjö i Strömsunds kommun i Ångermanland och ingår i Ångermanälvens huvudavrinningsområde.